# ساوانا (تنسی)
ساوانا(به انگلیسی: Savannah) شهری در ایالت تنسی کشور ایالات متحده آمریکا است که جمعیت آن در سرشماری سال ۲۰۱۰ میلادی، ۶٬۹۸۲ نفر بوده‌است.